# Леусенко, Александр Ефимович
Леусенко Александр Ефимович (1935—2007) — советский и белорусский ученый в области вычислительной техники и информатики, профессор, доктор технических наук.

## Биография
Леусенко А. Е. закончил в 1963 г. Таганрогский радиотехнический институт. Начиная с 1971 г. и до конца жизни работал в Минском радиотехническом институте (с 1993 г. он переименован в Белорусский государственный университет информатики и радиоэлектроники). C 1980 по 1982 г. был деканом факультета вычислительной техники Минского радиотехнического института. В 1988 г. Леусенко А. Е. присвоено звание профессора. С 1985 по 1995 год руководит кафедрой программного обеспечения информационных технологий БГУИР.

## Научное направление
Основные разработки связаны с созданием систем контроля и управления испытаниями.

## Статьи в научных журналах
- Леусенко А. Е., Петровский A.A., Ярмолик В. Н. Цифровые методы и устройства для формирования и анализа вибропроцессов // Измерительная техника. — 1980. — № 10. — С. 29—31. — doi:10.1007/BF00825270.
- Леусенко А. Е., Петровский A.A., Ярмолик В. Н. Аппаратурное и программное обеспечение управляющей вычислительной стойки для систем стендовых испытаний // Управляющие системы и машины. — 1983. — № 1. — С. 83—89.
- Mukhametov V. N., Leusenko A. E., Morozevich, A. N. Programmable digital sine-wave generator // Measurement Techniques. — 1984. — № 27. — С. 1045–1049. — doi:10.1007/BF00861832.